# Phantia subquatrata
Phantia subquatrata är en insektsart som först beskrevs av Herrich-Schäffer 1838.  Phantia subquatrata ingår i släktet Phantia och familjen Flatidae. Inga underarter finns listade i Catalogue of Life.